# レクター・ストリート駅 (BMTブロードウェイ線)
レクター・ストリート駅 (Rector Street) はニューヨーク市地下鉄BMTブロードウェイ線の駅である。マンハッタン区フィナンシャル・ディストリクトのレクター・ストリートとトリニティ・プレイスの交差点に位置し、N系統が深夜のみ、R系統が深夜を除く終日、W系統が平日のみ停車する。

## 駅構造
| G           | 地上階                     | 出入口 |
| B1 ホーム階 | 相対式ホーム、右側扉が開く | 相対式ホーム、右側扉が開く |
| B1 ホーム階 | 北行線                     | ← 深夜帯：アストリア-ディトマース・ブールバード駅行き（コートランド・ストリート駅） ← フォレスト・ヒルズ-71番街駅行き（コートランド・ストリート駅） ← 平日：アストリア-ディトマース・ブールバード駅行き（コートランド・ストリート駅） |
| B1 ホーム階 | 南行線                     | → 深夜帯：コニー・アイランド-スティルウェル・アベニュー駅行き（ホワイトホール・ストリート駅）→ ベイ・リッジ-95丁目駅行き（ホワイトホール・ストリート駅）→ 平日：ホワイトホール・ストリート駅行き（終点）→                             |
| B1 ホーム階 | 相対式ホーム、右側扉が開く | |

当駅は1918年1月5日に開業した、相対式ホーム2面2線の地下駅で、改札内で南北ホームの行き来は不可能である。駅は勾配区間にあり、ホームは傾斜している。
1970年代後半に改修工事が行われた。老朽化した壁面タイルや看板、白熱灯の照明は1970年代主流の青色タイル、看板、蛍光灯に交換された。
北行ホームにはかつてのデザインの看板が1つ残されているほか、南行ホーム北端にはホーム閉鎖部分が残っており、ここにはかつてのレクター・ストリート側の出口への案内看板が残っている。

### 出口
南北両ホームにはそれぞれ独立した改札口がある。駅北端の改札口は終日開いており、北行ホーム側は有人、南行ホーム側は無人となっている。また、南行ホーム北側改札口の南側にはエクスチェンジ・プレイスへ出ることができる出場専用の回転式改札機が2機あるほか、北行ホーム南端にはモリス・ストリートに出ることができる改札口がある。
- 階段2つ、トリニティ・プレイスとレクター・ストリートの交差点北東、北行ホーム接続[3][4]。
- 階段2つ、トリニティ・プレイスとレクター・ストリートの交差点北西、南行ホーム接続[3][4]。
- 階段1つ、トリニティ・プレイスとレクター・ストリートの交差点南東、北行ホーム接続[3][4]。
- 階段2つ、トリニティ・プレイスとレクター・ストリートの交差点南西、南行ホーム接続[3][4]。
- 階段1つ、トリニティ・プレイスとエクスチェンジ・プレイスの交差点西側、南行ホーム接続（出場専用）[3][4]。
- 階段1つ、グリニッジ・ストリートとモリス・ストリートの交差点北東、北行ホーム接続[3][4]。

## 画像

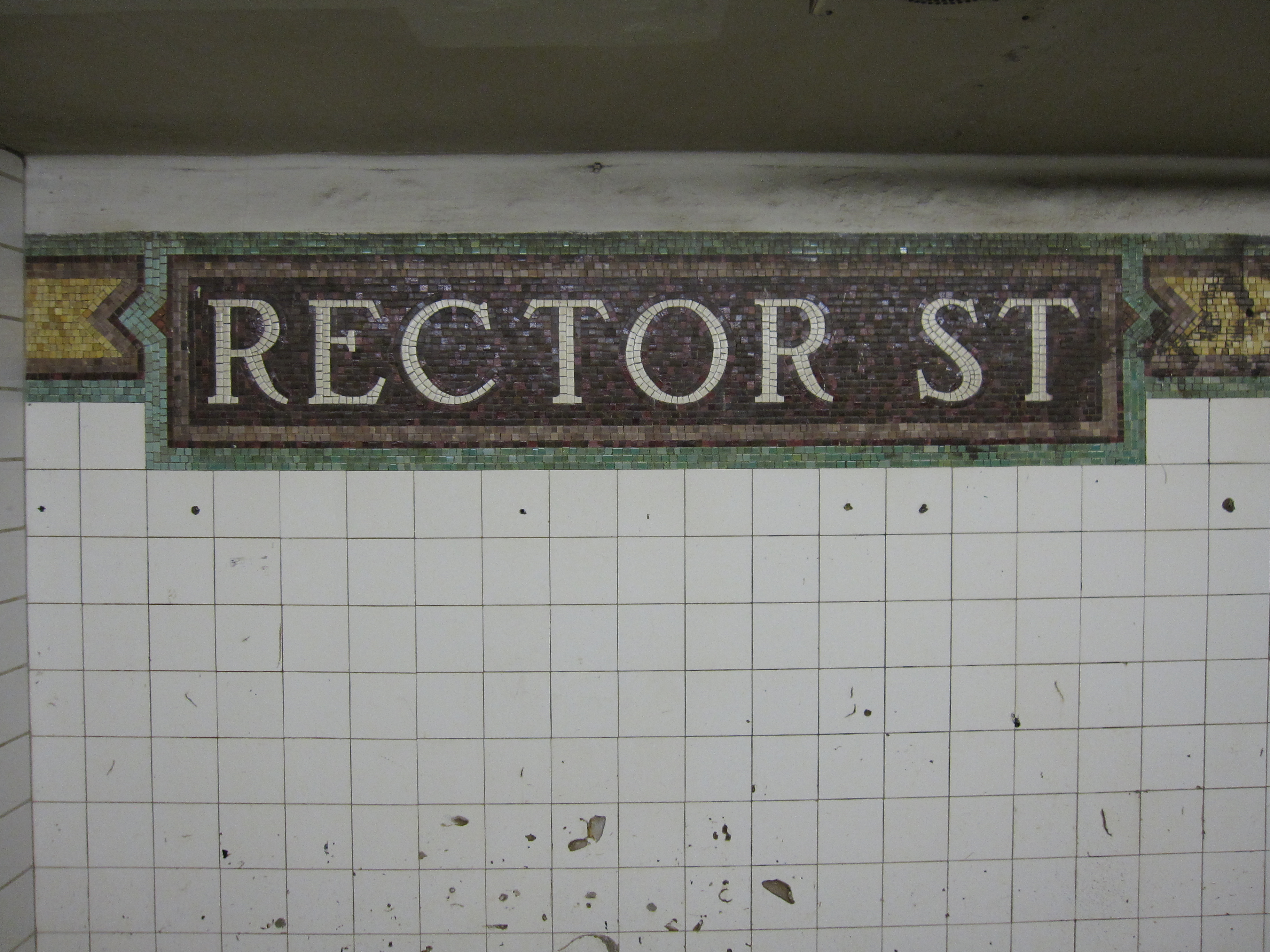
北行ホームに残るかつてのタイルとモザイクを用いた駅名標
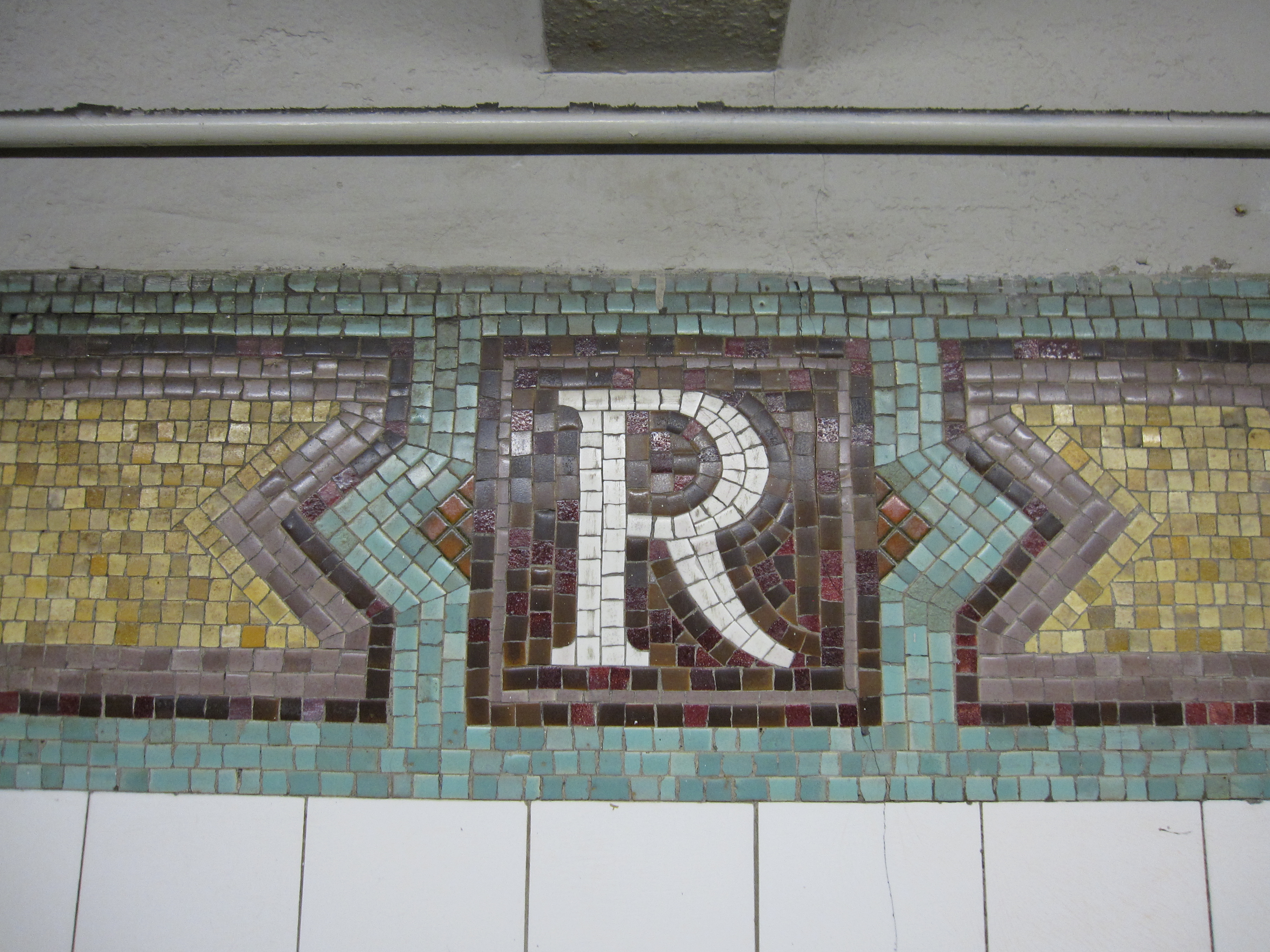
モザイク
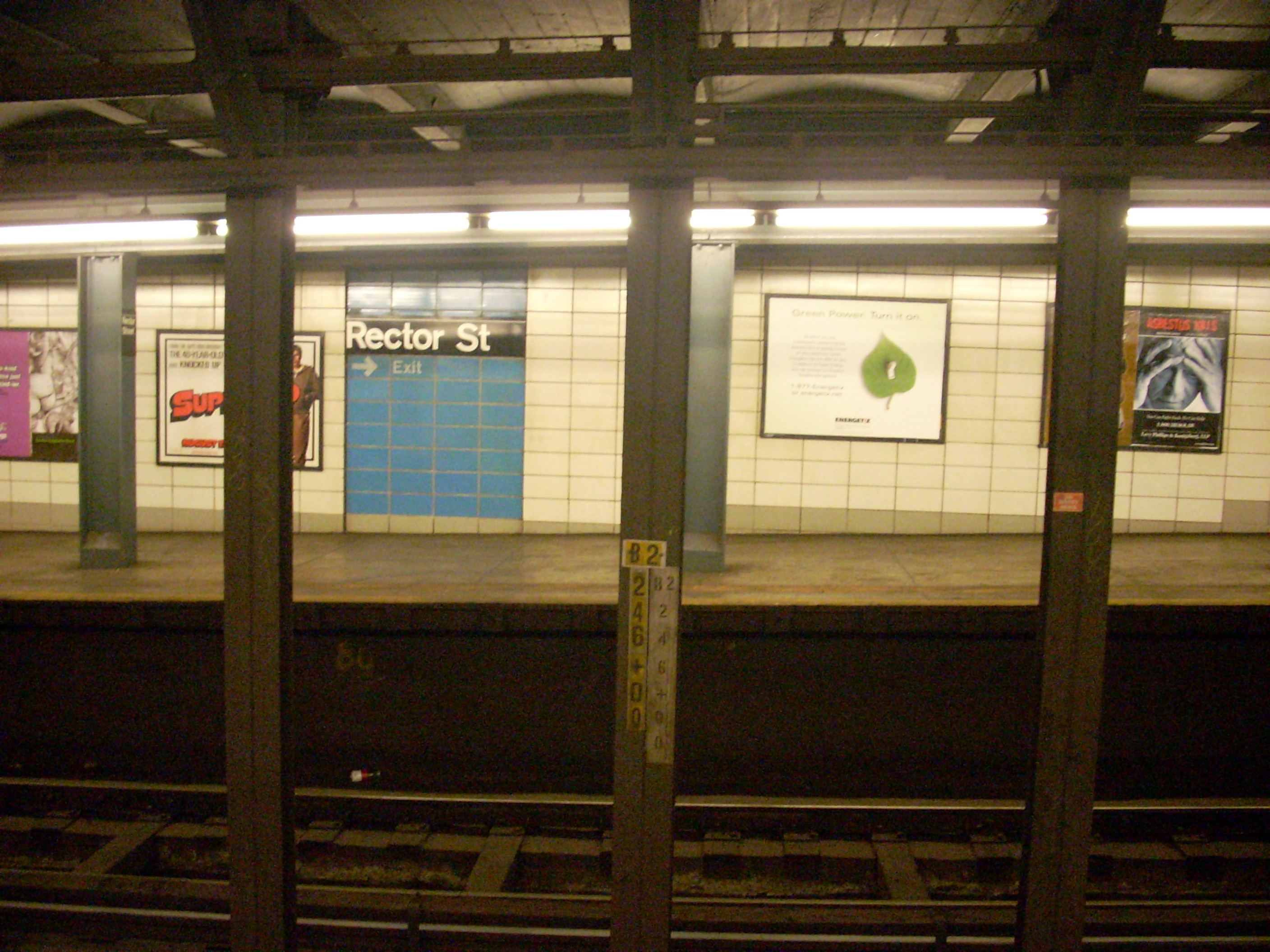
ホームの傾斜
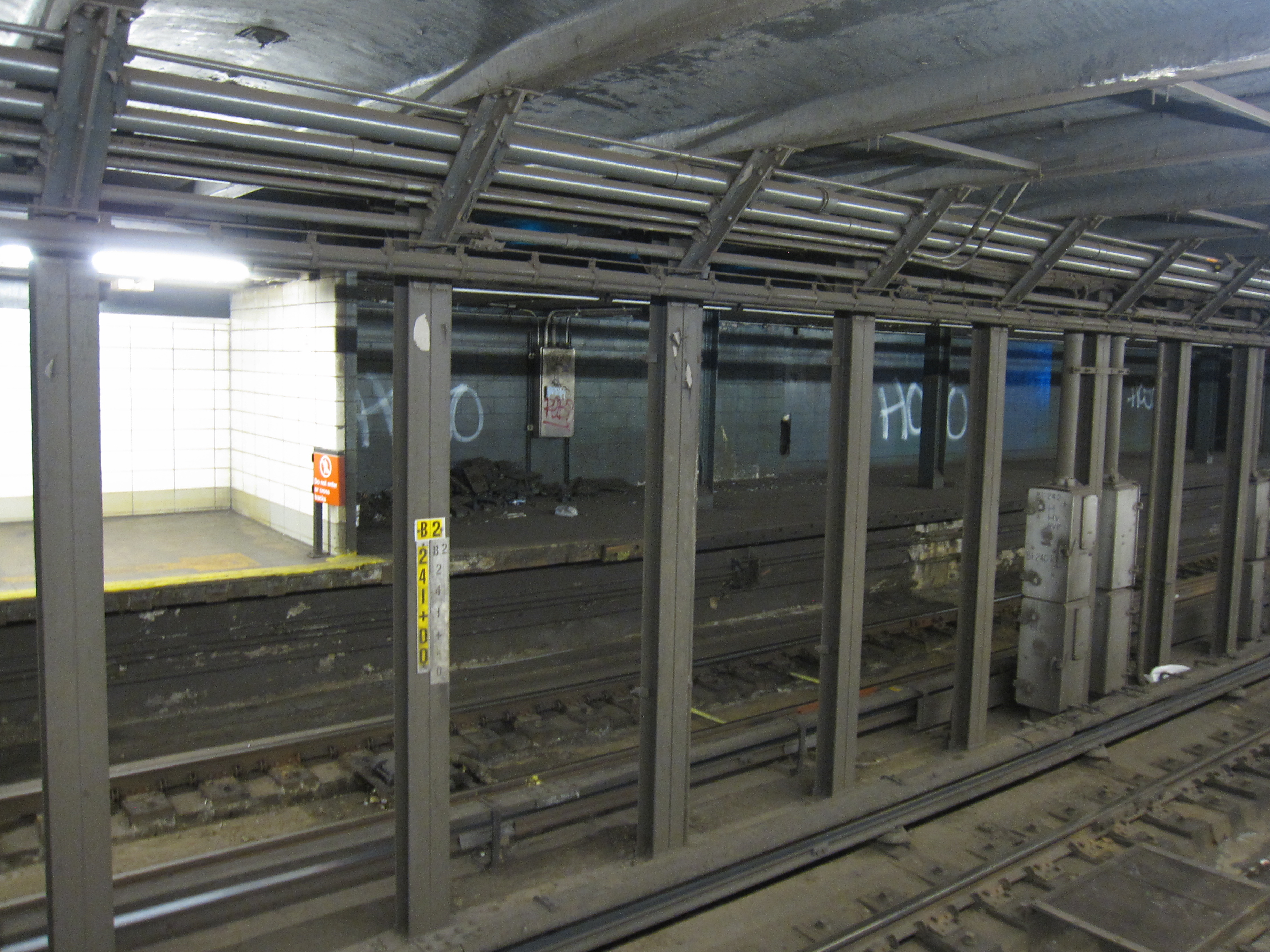
南行ホームの閉鎖部分
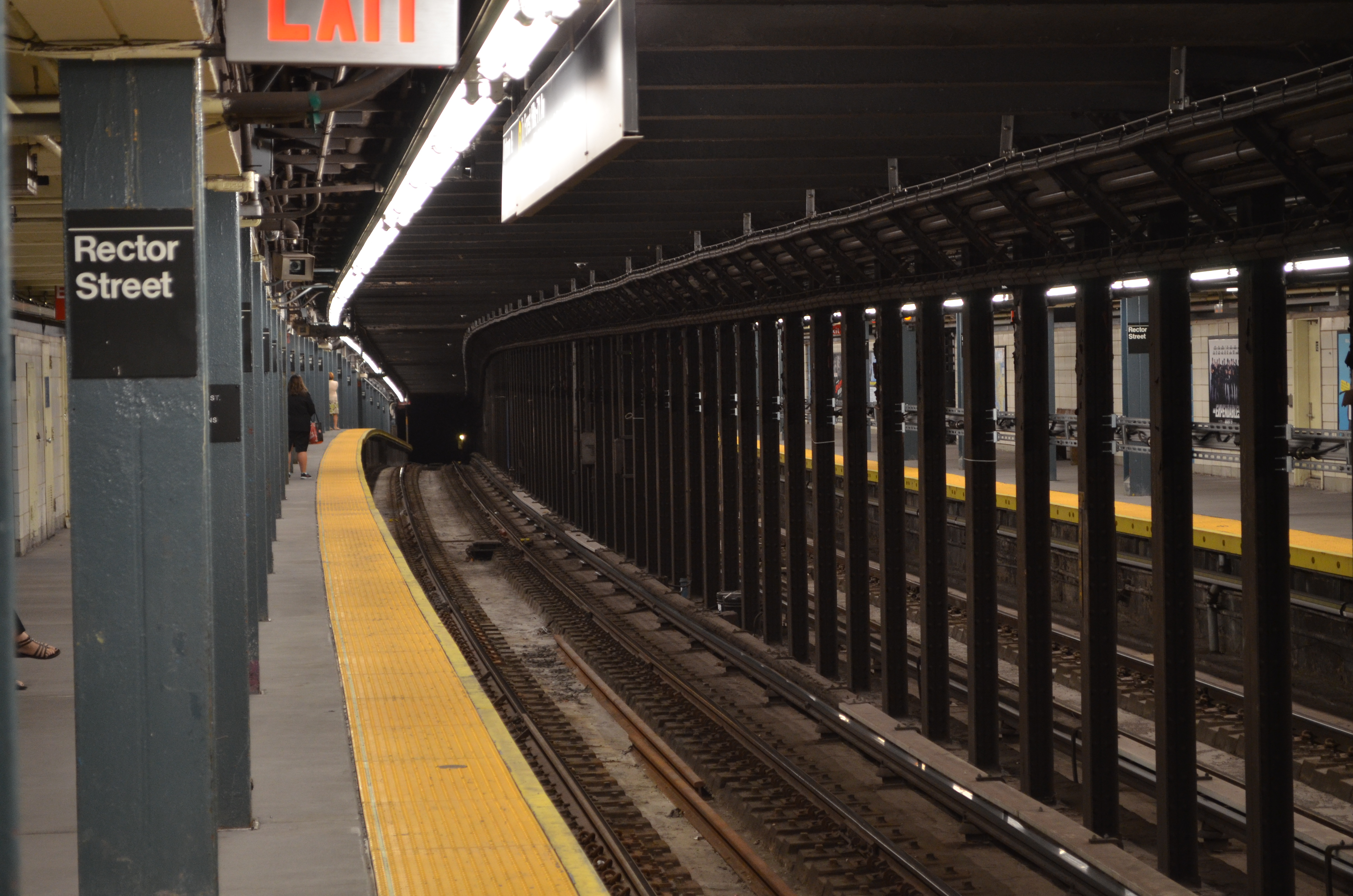
勾配の上側から勾配の下側を望む
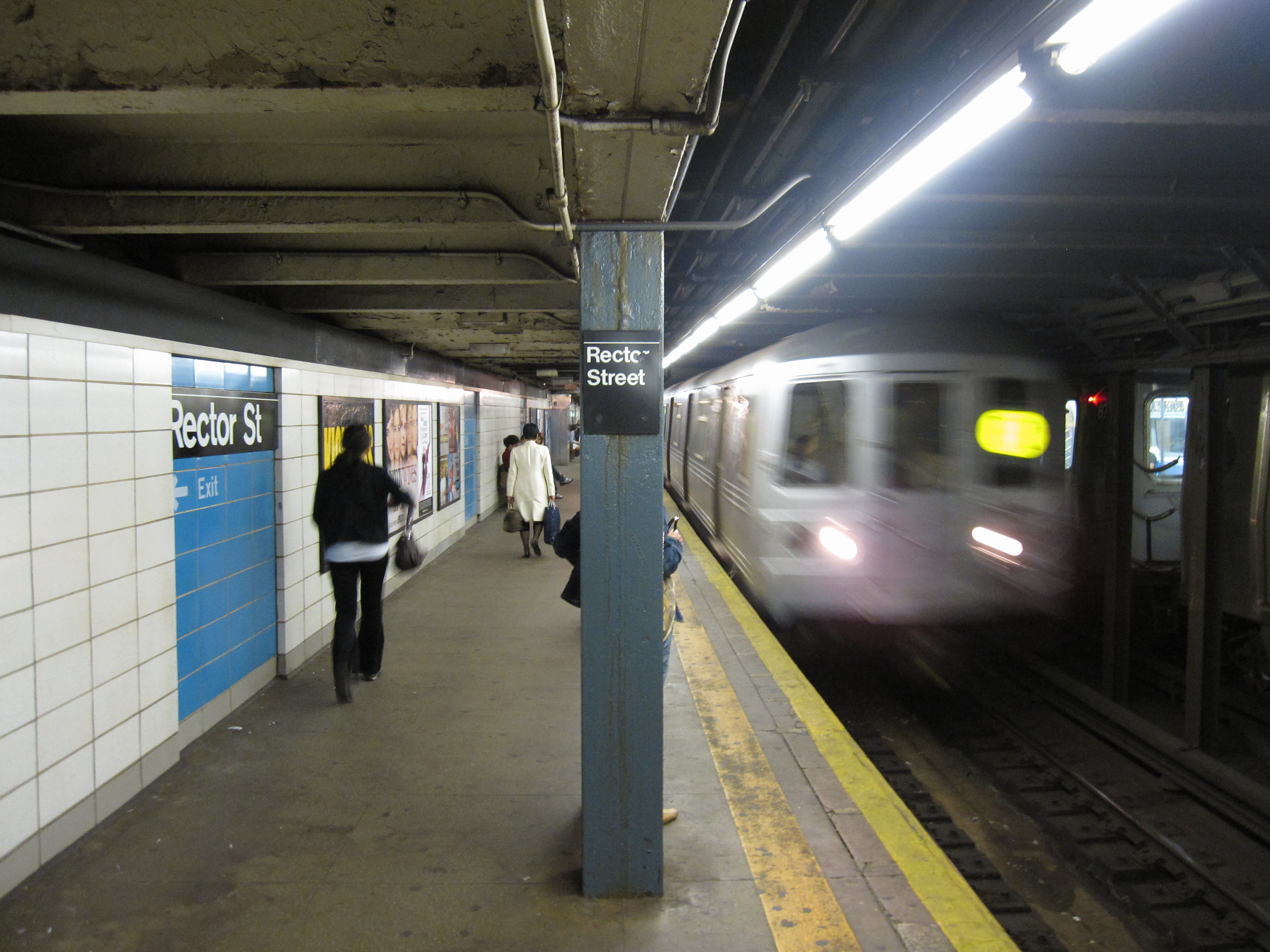
R46電車の北行R系統が駅に入線する